# 維達國際

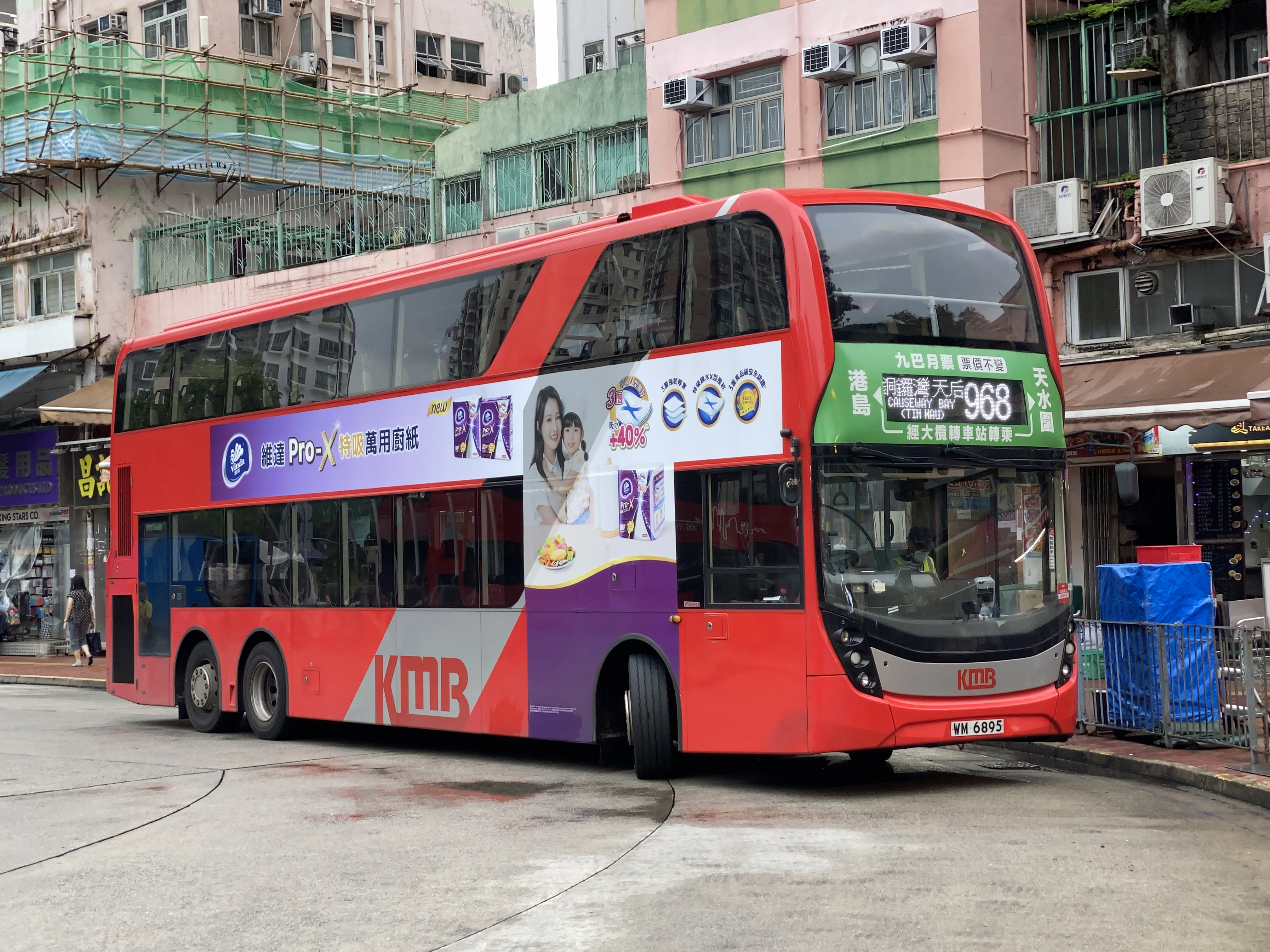
维达于香港巴士的车身广告

維達國際控股有限公司（港交所除牌前：3331），簡稱維達國際、維達集團、維達，是中國一家衛生紙和個人護理產品生產商。
維達於中國內地建有十個生產基地，於馬來西亞有兩個生產基地，台灣有一間生産基地，以及於澳洲一間後期加工工廠，以維達、得寶、多康、添寧、包大人、輕曲綫、薇爾、 麗貝樂、Drypers等主要品牌發展生活用紙、失禁護理、女性護理及嬰兒護理四大業務。
維達前身是廣東新會日用工業品廠，在1985年由李朝旺成立。1999年，維達國際控股有限公司在開曼群島註冊成立。2007年，維達在香港交易所上市，招股價3.68港元，連同發行超額配發股份後，集資8.7億港元。
2013年9月9日維達獲第二大股東瑞典SCA愛生雅集團溢價38.4%提全購，每股要約價11元，收購要約總額料達86.475億元現金。交易完成後，將保留維達的上市地位，同時維持公司營運模式基本不變。
2013年12月16日收市後，SCA 出售維達的9.72%股份，價格為每股11元，以回復25%公眾持股量。維達13日股價收報12.64元，售股價折讓近13%。SCA在交易後持股量由61.12%降至51.4%。
2014年7月18日，維達開市前公佈以11.44億元向母公司SCA收購愛生雅生活用紙、SCA Healthcare及全日美福建等資產，包括著名紙巾品牌「Tempo」、紙尿片品牌「噓噓樂」、衛生巾品牌「輕曲線」，「包大人」、「多康」、「添寧」、及「麗貝樂」等合共7個個人衛生用品品牌，其於中、港、澳三地的專利權及技術、專門知識及產品設計的獨家使用權。
2015年10月28日維達以28億元，向控股股東SCA收購收購愛生雅韓國、愛生雅台灣及愛生雅馬來西亞所有已發行股份，完成後，SCA Group於集團的持股將由51.37%增至56.09%。
2016年，維達護理用品（中國）有限公司新城項目奠基完成。同年，維達整合愛生雅亞洲業務，矢志成爲亞洲領先的衛生用品公司。 
2017年，維達獲選入恒生可持續發展企業基準指數成份股。
2018年，維達位於陽江的中國大陸第十家工廠基地正式投産。 
2019年，維達開始在馬來西亞建設東盟總部。 
2020年3月，維達獲納入恒生綜合指數及恒生滬深港通大灣區綜合指數成份股。同年5月，獲納入MSCI明晟全球標準指數及中國全股票指數成份股。   
2023年12月，亚太资源集团提出收购维达国际约72.6%股份。次年3月，维达国际公告宣布收购完成。

## 主要股東
- Essity（52%）[21]
- 李朝旺（23%）[21]